# جون بي. وول
جون بي. وول هو طبيب وسياسي أمريكي، ولد في سبتمبر 1836 في مقاطعة هاميلتون في الولايات المتحدة، وتوفي في 18 أبريل 1895 في غينزفيل في الولايات المتحدة بسبب قصور القلب. انتخب عمدة تامبا، فلوريدا ‏ (1878 – 1880).